# Lamidorcadion
Lamidorcadion is een kevergeslacht uit de familie van de boktorren (Cerambycidae). De wetenschappelijke naam van het geslacht werd voor het eerst geldig gepubliceerd in 1934 door Pic.

## Soorten
Lamidorcadion omvat de volgende soorten:
- Lamidorcadion annulipes Pic, 1934
- Lamidorcadion laosense Breuning, 1968
- Lamidorcadion tuberosum Holzschuh, 1993